# Diocesi di Añatuya
La diocesi di Añatuya (in latino Dioecesis Anatuyanensis) è una sede della Chiesa cattolica in Argentina suffraganea dell'arcidiocesi di Tucumán. Nel 2023 contava 181.950 battezzati su 250.600 abitanti. È retta dal vescovo José Luis Corral, S.V.D.

## Territorio
La diocesi comprende sei dipartimenti della provincia di Santiago del Estero nel nord dell'Argentina: Alberdi, Juan Felipe Ibarra, Copo, Belgrano, General Taboada e Moreno, nonché la zona ad est del río Salado nel dipartimento di Figueroa.
Sede vescovile è la città di Añatuya, dove si trova la cattedrale di Nostra Signora del Valle.
Il territorio si estende su 68.000 km² ed è suddiviso in 24 parrocchie.

## Storia
La diocesi è stata eretta il 10 aprile 1961 con la bolla In Argentina di papa Giovanni XXIII, ricavandone il territorio dalla diocesi di Santiago del Estero (oggi arcidiocesi).
Il 9 novembre 1962, con la lettera apostolica Quam mirum, lo stesso papa Giovanni XXIII ha proclamato la Beata Maria Vergine, nota con il nome di Nuestra Señora del Valle patrona principale della diocesi, San Giuseppe e San Francesco Solano patroni secondari.

## Cronotassi dei vescovi
Si omettono i periodi di sede vacante non superiori ai 2 anni o non storicamente accertati.
- Jorge Gottau, C.SS.R. † (12 giugno 1961  - 21 dicembre 1992 ritirato)
- Antonio Juan Baseotto, C.SS.R. † (21 dicembre 1992 succeduto - 8 novembre 2002 nominato ordinario militare in Argentina)
- Adolfo Armando Uriona, F.D.P. (4 marzo 2004 - 4 novembre 2014 nominato vescovo di Villa de la Concepción del Río Cuarto)
- José Melitón Chávez † (17 ottobre 2015 - 16 ottobre 2019 nominato vescovo coadiutore di Concepción)
- José Luis Corral, S.V.D., succeduto il 16 ottobre 2019

## Statistiche
La diocesi nel 2023 su una popolazione di 250.600 persone contava 181.950 battezzati, corrispondenti al 72,6% del totale.
| anno | popolazione | popolazione | popolazione | presbiteri | presbiteri | presbiteri | presbiteri                | diaconi | religiosi | religiosi | parrocchie |
| anno | battezzati  | totale      | %           | numero     | secolari   | regolari   | battezzati per presbitero | diaconi | uomini    | donne     | parrocchie |
| ---- | ----------- | ----------- | ----------- | ---------- | ---------- | ---------- | ------------------------- | ------- | --------- | --------- | ---------- |
| 1964 | 144.000     | 160.000     | 90,0        | 9          | 4          | 5          | 16.000                    |         |           | 3         | 7          |
| 1970 | 144.000     | 166.000     | 86,7        | 17         | 11         | 6          | 8.470                     |         | 9         | 10        | 10         |
| 1976 | 166.000     | 180.000     | 92,2        | 23         | 9          | 14         | 7.217                     |         | 20        | 62        | 14         |
| 1980 | 153.800     | 171.000     | 89,9        | 32         | 9          | 23         | 4.806                     | 3       | 32        | 112       | 28         |
| 1990 | 174.000     | 182.000     | 95,6        | 36         | 18         | 18         | 4.833                     |         | 25        | 114       | 31         |
| 1999 | 92.125      | 108.703     | 84,7        | 35         | 20         | 15         | 2.632                     |         | 27        | 138       | 23         |
| 2000 | 105.207     | 123.007     | 85,5        | 38         | 23         | 15         | 2.768                     |         | 27        | 131       | 23         |
| 2001 | 105.463     | 121.539     | 86,8        | 33         | 20         | 13         | 3.195                     |         | 23        | 143       | 23         |
| 2002 | 114.993     | 137.331     | 83,7        | 37         | 23         | 14         | 3.107                     |         | 27        | 129       | 23         |
| 2003 | 120.210     | 138.372     | 86,9        | 39         | 26         | 13         | 3.082                     |         | 25        | 127       | 23         |
| 2004 | 120.721     | 138.920     | 86,9        | 33         | 23         | 10         | 3.658                     |         | 19        | 120       | 23         |
| 2006 | 130.059     | 147.084     | 88,4        | 34         | 24         | 10         | 3.825                     |         | 20        | 121       | 23         |
| 2012 | 136.600     | 154.400     | 88,5        | 32         | 23         | 9          | 4.268                     |         | 17        | 97        | 23         |
| 2015 | 180.044     | 214.415     | 84,0        | 36         | 24         | 12         | 5.001                     |         | 13        | 93        | 23         |
| 2018 | 166.171     | 208.640     | 79,6        | 34         | 23         | 11         | 4.887                     |         | 12        | 82        | 24         |
| 2020 | 166.850     | 210.100     | 79,4        | 34         | 22         | 12         | 4.907                     |         | 13        | 84        | 24         |
| 2022 | 179.635     | 243.898     | 73,7        | 34         | 22         | 12         | 5.283                     |         | 15        | 75        | 24         |
| 2023 | 181.950     | 250.600     | 72,6        | 35         | 21         | 14         | 5.198                     |         | 18        | 73        | 24         |